# Język seberuang
Język seberuang – język austronezyjski, którym posługuje się lud Seberuang w indonezyjskiej prowincji Borneo Zachodnie. Ma około 37 tys. użytkowników. Jeden z języków ibańskich, jest blisko spokrewniony z językiem iban.